# سانت‌آندرئا دله فراته
سانت‌آندرئا دِله فِـراته (ایتالیایی: Sant'Andrea delle Fratte) یک بازیلیکای قرن هفدهمی در شهر رم است که وقف‌شدهٔ اندریاس قدیس است. کاردینال این کلیسا، انیو آنتونلی است.
ساختمان فعلی این بازیلیکا جایگزین یک کلیسای بسیار قدیمی شد که در سال ۱۱۹۲ میلادی ساخته شده بود. این بازیلیکا در آغاز متعلق به راهبه‌های آگوستینی بود و سپس کلیسای اسکاتلندی‌های مقیم رم شد تا آنکه در سال ۱۵۸۵ به دنبال تغییر مذهب اسکاتلندی‌ها به پروتستان، پاپ سیکستوس پنجم آن را به طلبه‌های دینی سنت فرانسیس پائولا اختصاص داد. از سال ۱۹۴۲ میلادی بود که به‌دستور پیوس دوازدهم، این کلیسا به رتبهٔ بازیلیکا کوچک ارتقا یافت.
ساختمان فعلی را گاسپاره گوئرا طراحی نمود و مراحل ساخت آن در سال ۱۶۰۴ میلادی آغاز شد. پس از هشت سال، پروژه ساخت آن بنا به دلایلی متوقف شد و مجدداً از سال ۱۶۵۳ میلادی، زیر نظر فرانچسکو بورومینی شروع شد. محراب در جناح چپ کلیسا توسط لوئیجی وانویتلی و جوزپه والادیه طراحی و محراب مقدس «سَـنت آن»، «یحیی تعمیددهندهٔ جوان» و «مریم مقدس» توسط جوزپه بوتانی طراحی شده‌است.
تندیس دو فرشته در کناره‌های اتاق شورای کلیسای و محل جلوس کشیش توسط جان لورنتسو برنینی ساخته شده که «فرشته با تاجی از خار» و «فرشتهٔ طوماربه‌دست» نام دارند. در اصل قرار بود این دو مجسمهٔ زینت‌بخش پل سانت‌آنجلو باشند، اما پاپ کلمنت نهم آن را ارزشمندتر از چیزی دانست که در معرض فرسودگی عناصر طبیعی باشند و آنها را به کلیسا آورده و دو نسخهٔ کپی‌شدهٔ جایگزین برای پل در نظر گرفت.
نمازخانهٔ این بازیلیکا در سال ۱۹۵۰ به‌طور کامل توسط مارچلو پیاسنتینی و با سنگ مرمر گرانبها مزین شد.
انجلیکا کافمن نقاش سوئیسی و اورست کیپرنسکی نقاش روسی در گورستان این بازیلیکا دفن شده‌اند.

## نگارخانه

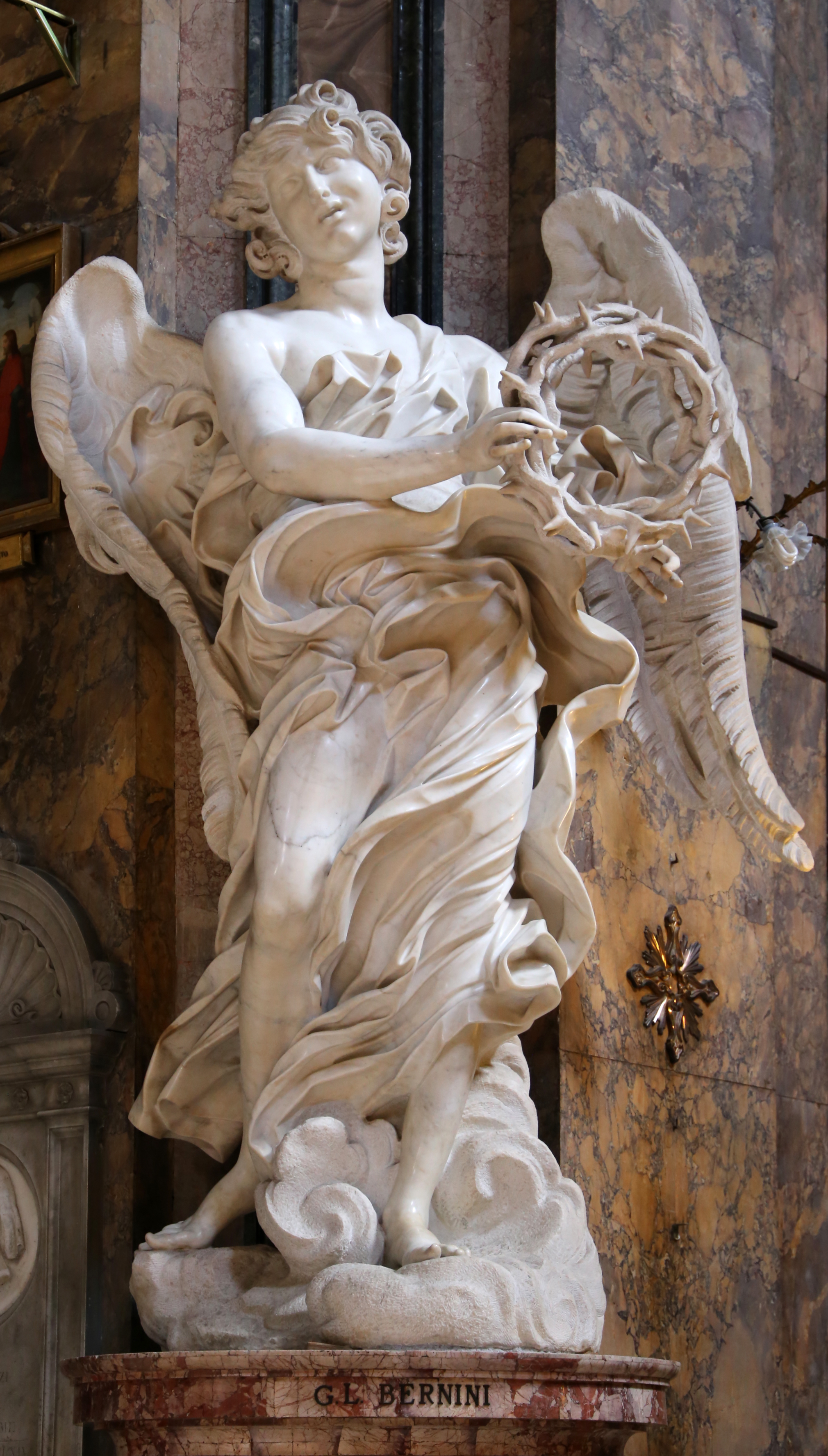
فرشته با تاجی از خار اثر برنینی
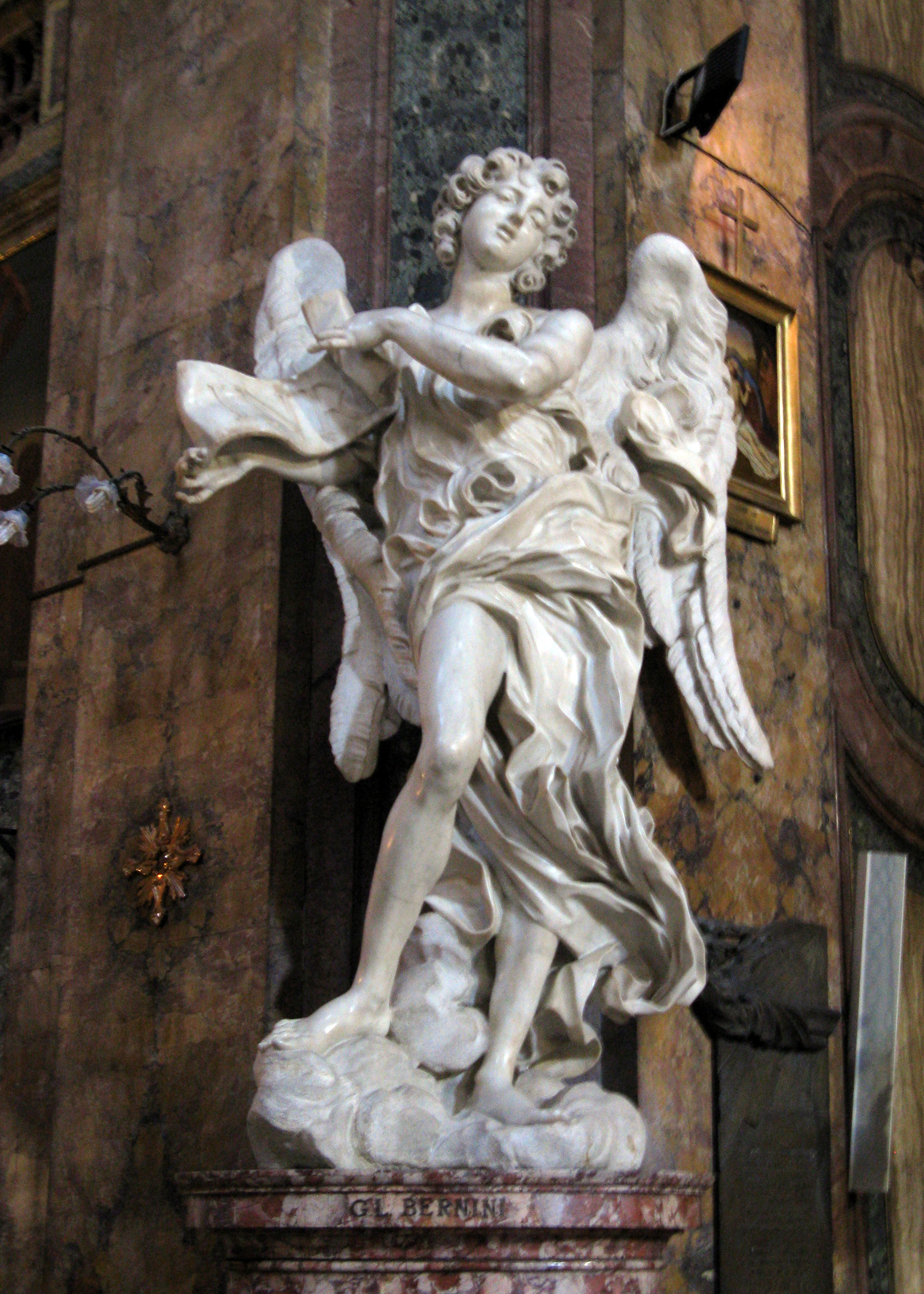
فرشتهٔ طوماربه‌دست اثر برنینی